# Michael Gore
Michael Gore (Brooklyn, Nova Iorque, 5 de Março de 1951) é um compositor americano.

## Biografia
Ele já ganhou 2 Óscares para a melhor canção original "Fame" foi interpretada por Irene Cara e melhor orquestração foi: Fama (Fame) (1980).
Ele já compôs várias bandas sonoras para os filmes:
- Fama (Fame) (1980)
- Laços de Ternura (Terms of Endearment) (1983)
- A Garota do Vestido Cor-de-Rosa (Pretty in Pink) (1986)
- Não lhe Digas que Sou Eu (Don't Tell Her It's Me) (1990)
- Em Defesa da Vida (Defending Your Life) (1991)
- A Mulher do Homem do Talho (The Butcher's Wife) (1991)
- Poder e Traição (Central Park West) (1995-1996)
- Superstar (1999)